# Volkswagens historia under 2010-talet
Volkswagens historia

1930-talet | 1940-talet | 1950-talet | 1960-talet | 1970-talet | 1980-talet | 1990-talet | 2000-talet | 2010-talet

## 2010
I maj 2010 köpte Volkswagen AG bildesignföretaget Italdesign Giugiaro SpA. Volkswagen övertog 90;1 % av aktierna genom Audis italienska dotterbolag Lamborghini Holding SpA. Italdesign grundades 1968 och har i dag 800 anställda. Samarbetet mellan VW och Italdesign startade redan på 1970-talet med designsamarbete på första generationerna Polo, Golf, Scirocco, Passat, Audi 50 och Audi 80.

## 2011
Volkswagen övertog aktiemajoriteten i MAN SE.

## 2012
Volkswagen tog via Audi över motorcykelmärket Ducati. 

## 2015

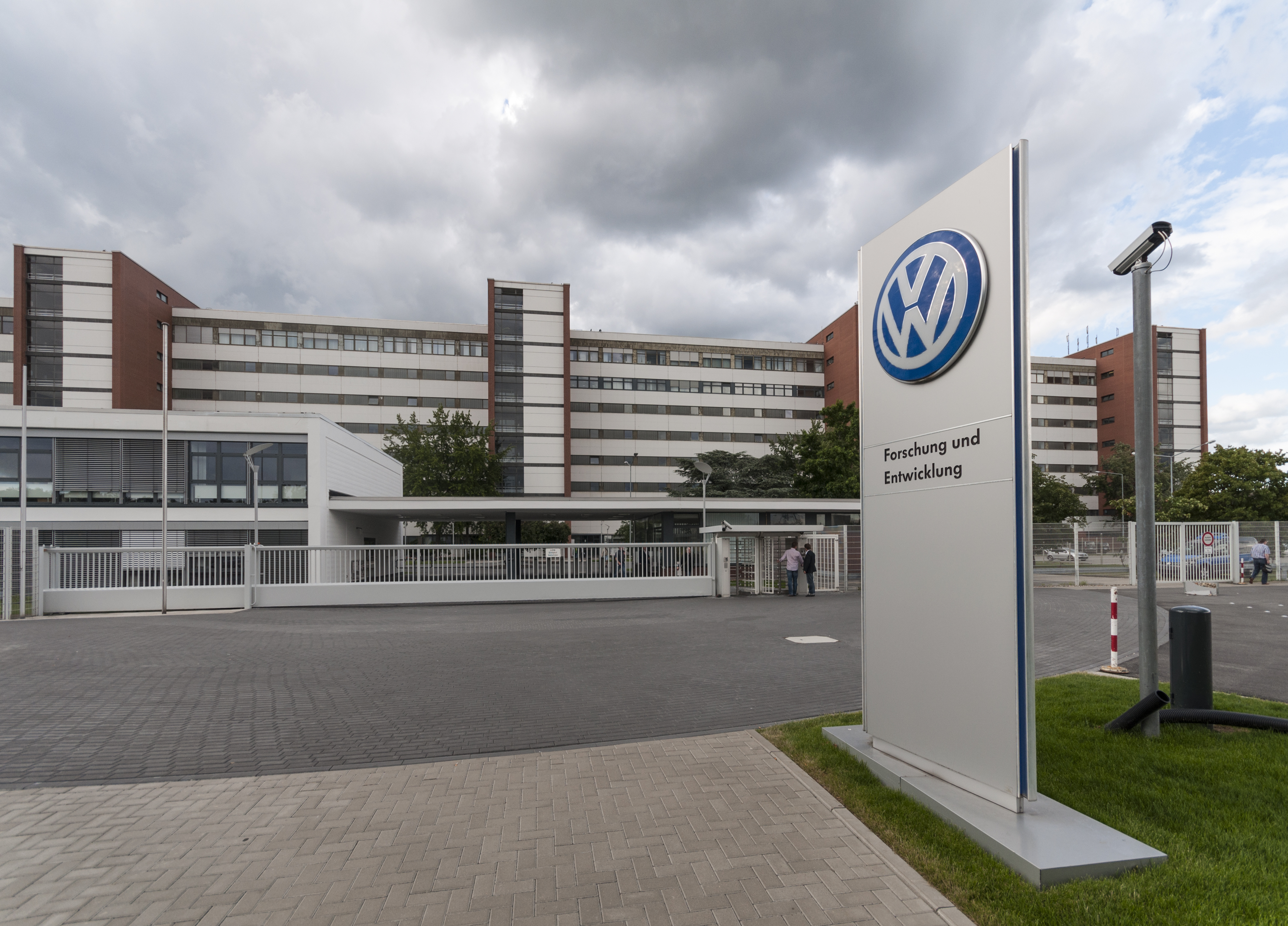
Volkswagens FoU-center

20 september 2015 erkände Volkswagen att bolaget manipulerat avgastester i USA. På grund av avgasmanipulationerna lämnade Winterkorn sin befattning den 23 september 2015.